# یواس‌اس آرکادیا (آی‌دی-۱۶۰۵)
یواس‌اس آرکادیا (آی‌دی-۱۶۰۵) (به انگلیسی: USS Arcadia (ID-1605)) یک کشتی بود که طول آن ۴۰۰ فوت (۱۲۰ متر) بود. این کشتی در سال ۱۸۹۶ ساخته شد.